# Felix Keisinger
Felix Keisinger (ur. 29 grudnia 1997 r.) – niemiecki skeletonista, dwukrotny mistrz świata juniorów.

## Kariera
Starty na arenie międzynarodowej rozpoczął w grudniu 2014 roku w zawodach z cyklu Pucharu Europy. W konkursach tej rangi wielokrotnie stawał na podium, natomiast w klasyfikacji generalnej całego cyklu w sezonie 2015/2016 uplasował się na trzeciej pozycji. Odnosił również sukcesy w zawodach z cyklu Pucharu Interkontynentalnego. W nich zadebiutował w listopadzie 2016 roku. Podobnie jak w zawodach PE, wiele razy stawał na podium konkursów, w tym dziewięciokrotnie zwyciężając. Zwycięstwo odniósł również w klasyfikacji generalnej cyklu w sezonie 2017/2018. W styczniu 2018 roku zadebiutował podczas mistrzostw świata juniorów w Sankt Moritz. Pierwszy występ w imprezie tej rangi przyniósł Niemcowi brązowy medal. W latach 2019 oraz 2020 okazywał się już najlepszy, zdobywając tym samym dwa z rzędu tytuły mistrza świata juniorów, z kolei w 2021 roku był drugi.
W grudniu 2018 roku po raz pierwszy wystąpił w zawodach Pucharu Świata w łotewskiej Siguldzie. W rozgrywanym tam konkursie uplasował się na piątej lokacie, tym samym zdobywając pucharowe punkty podczas debiutu. Pierwsze podium w zawodach tej rangi wywalczył w grudniu 2019 roku, zajmując trzecie miejsce w amerykańskim Lake Placid. W międzyczasie zadebiutował podczas mistrzostw świata w Whistler, w których zajął  trzynastą lokatę. W lutym 2020 roku wystąpił w dwóch imprezach mistrzowskich. Podczas debiutu w mistrzostwach Europy w Siguldzie zdobył brązowy medal. W konkursie musiał uznać wyższość jedynie reprezentantów gospodarzy, Martinsa oraz Tomassa Dukursów. Z kolei w mistrzostwach świata w Altenbergu uplasował się na piątej lokacie. Był jednak w klasyfikacji tych zawodów dopiero czwartym reprezentantem gospodarzy, jego rodacy zajęli wszystkie trzy miejsca na podium. Rok później podczas czempionatu rozgrywanego w tym samym miejscu zajął czwartą pozycję.
Z powodzeniem startuje również w zawodach krajowych, zdobywając między innymi medale podczas mistrzostw Niemiec oraz mistrzostw Niemiec juniorów.

## Osiągnięcia

### Mistrzostwa świata
| Rok  | Miejsce   | Lokata |
| ---- | --------- | ------ |
| 2019 | Whistler  | 13.    |
| 2020 | Altenberg | 5.     |
| 2021 | Altenberg | 4.     |

### Mistrzostwa Europy
| Rok  | Miejsce    | Lokata |
| ---- | ---------- | ------ |
| 2020 | Sigulda    | 3.     |
| 2021 | Winterberg | 4.     |

### Mistrzostwa świata juniorów
| Rok  | Miejsce      | Lokata |
| ---- | ------------ | ------ |
| 2018 | Sankt Moritz | 3.     |
| 2019 | Königssee    | 1.     |
| 2020 | Winterberg   | 1.     |
| 2021 | Sankt Moritz | 2.     |

### Puchar Świata
| Sezon     | Lokata |
| --------- | ------ |
| 2018/2019 | 18.    |
| 2019/2020 | 4.     |
| 2020/2021 | 6.     |